# Лије
Лије (фр. Lié) је река у Француској. Дуга је 61 km. Улива се у Уст. 